# Upside Down (canción de The Jesus and Mary Chain)
«Upside Down» es una canción interpretada por la banda escocesa de rock alternativo The Jesus and Mary Chain. La canción fue escrita por William Reid y Jim Reid, y fue producida por The Jesus and Mary Chain. El lado B es una versión de una canción de Syd Barrett y fue producido por Joe Foster.
Es el único lanzamiento del período temprano de la banda para el sello Creation Records. Y con unas 50.000 copias vendidas, el sencillo se convirtió en el primer éxito del sello discográfico.

## Diseño y embalaje
Las carátulas de las primeras 1.000 copias (en negro con palabras en rojo y una dirección para escribirle a la banda debajo de los créditos) fueron impresas por Bobby Gillespie, el siguiente baterista de la banda, en Glasgow y presentaban mensajes escritos a mano de la banda. Se produjeron copias posteriores (sin la dirección de la banda) en varias variaciones de color – incluidos rojo, amarillo, azul y rosa. En 1985, el sencillo fue relanzado con una carátula totalmente diferente pero con el mismo número de catálogo.

## Recepción de la crítica
En Under the Radar, Andy Von Pip declaró: “[la canción] es una locura y no tiene sentido—un muro desquiciado de ruido blanco claustrofóbico psicótico, voces narcóticas y un ritmo de tambor implacable. Pero dado el panorama musical en ese momento, incluso el comediante Russ Abbot podía lograr un éxito en el Top 10 del Reino Unido y el deprimentemente omnipresente Phil Collins solo tenía que sonarse la nariz para entrar en las listas, escuchar algo como «Upside Down» se sintió sísmico y revelador”. Stewart Mason de AllMusic considera que «Upside Down», “no es un comienzo particularmente prometedo”. Steve Taylor describió la canción como “una dolorosa experiencia auditiva debido a las incesantes capas de ruido blanco que consisten en efectos y retroalimentación que suenan durante toda la canción”. El crítico Jim DeRogatis la describió como “una porción de demencia empapada en retroalimentación”.

## Lista de canciones
1. «Upside Down» (Jim Reid, William Reid) – 3:00
2. «Vegetable Man» (Syd Barrett) – 3:35

## Créditos y personal
Créditos adaptados desde las notas de sencillo.
The Jesus and Mary Chain
- Jim Reid – voz principal
- William Reid – guitarra, batería
- Douglas Hart – bajo eléctrico
- Murray Dalglish – batería

Personal técnico
- Alan McGee – productor (1)
- Joe Foster – productor (2)